# Universität Tunis

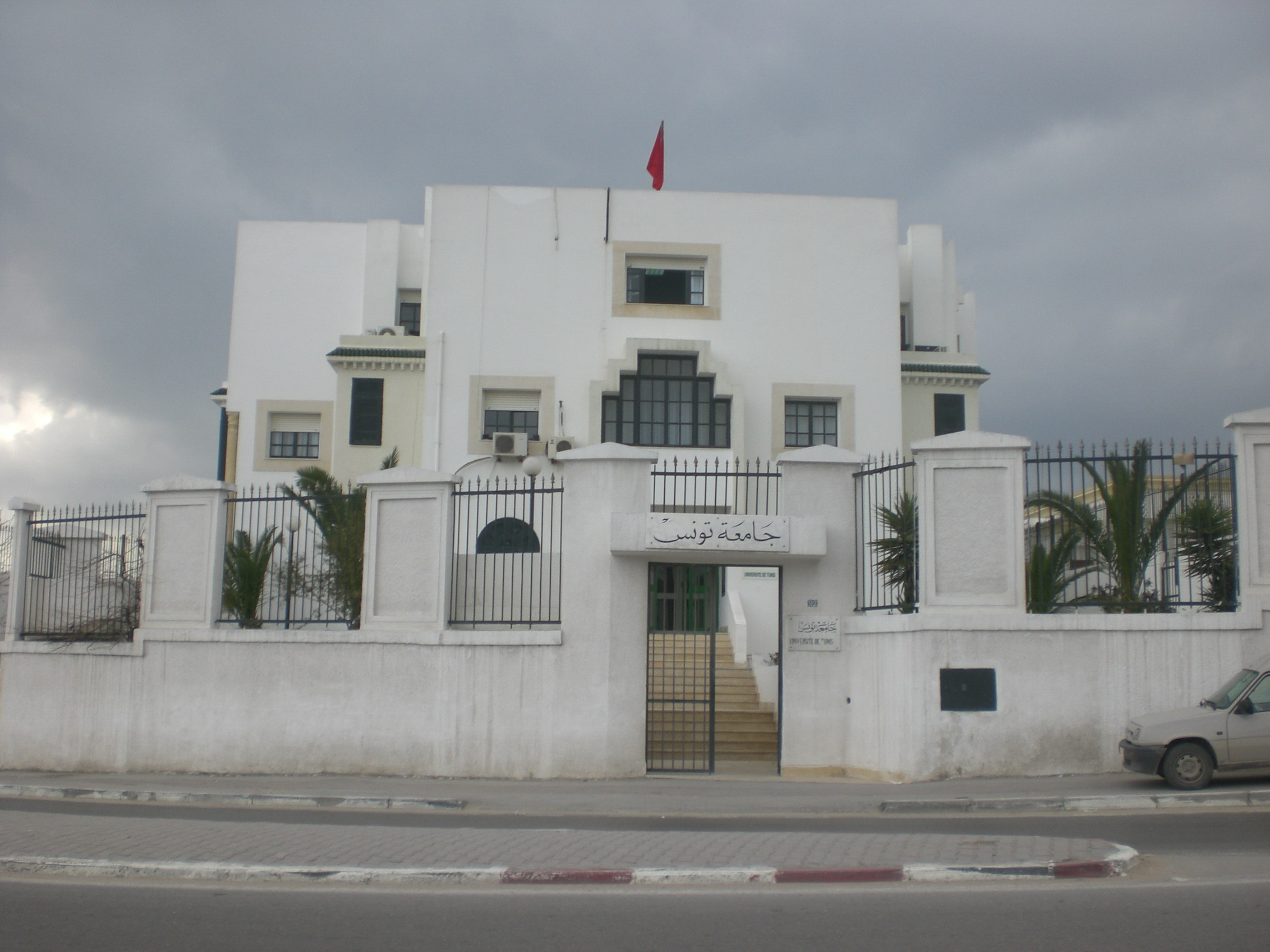
Universität Tunis

Die Universität Tunis (arabisch جامعة تونس, DMG Ǧāmiʿat Tūnis; französisch Université de Tunis) ist eine tunesische Hochschule in Tunis. Sie wurde im Jahr 1960 auf der Grundlage früherer Bildungseinrichtungen gegründet.
Die Universität von Tunis ist Mitglied der Union des universités de la Méditerranée (UNIMED) und der Agence universitaire de la Francophonie (AUF).